# Kabinett Abe Nobuyuki
Das Kabinett Abe Nobuyuki (jap. 阿部信行内閣, Abe Nobuyuki naikaku) regierte Japan unter Führung von Premierminister Abe Nobuyuki vom 30. August 1939 bis 16. Januar 1940.
| Amt                                     | Name                                   | Kammer (Wahlkreis) | Fraktion |
| --------------------------------------- | -------------------------------------- | ------------------ | -------- |
| Premierminister                         | Abe Nobuyuki                           |                    |          |
| Außenminister                           | Abe Nobuyuki bis 25. September 1939    |                    |          |
| Außenminister                           | Nomura Kichisaburō bis 16. Januar 1940 |                    |          |
| Innenminister                           | Ohara Naoshi                           |                    |          |
| Finanzminister                          | Aoki Kazuo                             |                    |          |
| Heeresminister                          | Hata Shunroku                          |                    |          |
| Marineminister                          | Yoshida Zengo                          |                    |          |
| Justizminister                          | Miyagi Chōgorō                         |                    |          |
| Kultusminister                          | Kawarada Kakichi                       |                    |          |
| Minister für Landwirtschaft und Forsten | Godō Takuo bis 16. Oktober 1939        |                    |          |
| Minister für Landwirtschaft und Forsten | Sakai Tadamasa bis 16. Januar 1940     |                    |          |
| Minister für Industrie und Handel       | Godō Takuo                             |                    |          |
| Minister für Kommunikation              | Nagai Ryūtarō                          |                    |          |
| Eisenbahnminister                       | Nagai Ryūtarō bis 29. November 1939    |                    |          |
| Eisenbahnminister                       | Nagata Hidejirō bis 16. Januar 1940    |                    |          |
| Kolonialminister                        | Kanemitsu Tsuneo                       |                    |          |
| Ministerium für Wohlfahrt               | Ohara Naoshi bis 29. November 1939     |                    |          |
| Ministerium für Wohlfahrt               | Akita Kiyoshi bis 16. Januar 1940      |                    |          |

## Andere Positionen
| Amt                        | Name             |
| -------------------------- | ---------------- |
| Chefkabinettssekretär      | Endō Ryūsaku     |
| Leiter des Legislativbüros | Karasawa Toshiki |